# Karin Falkenberg

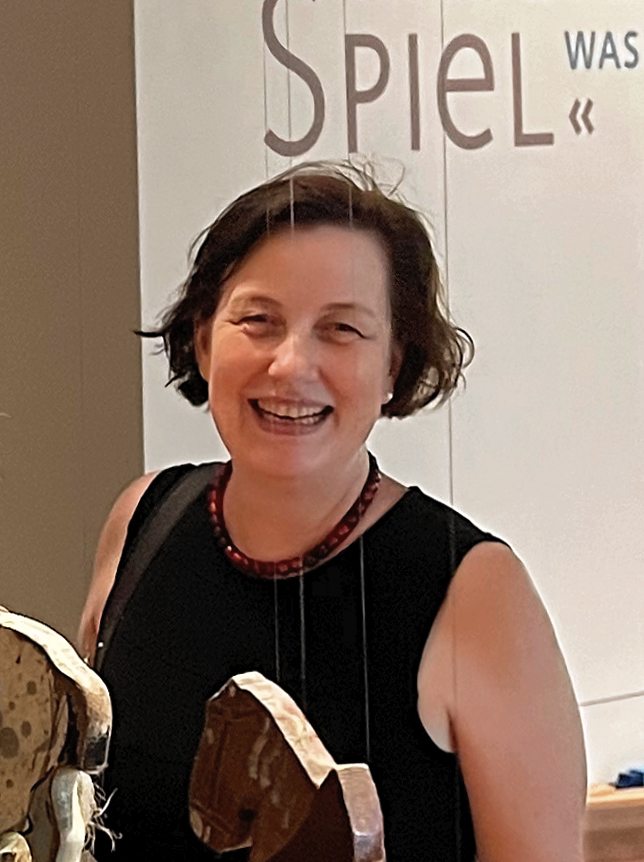
Karin Falkenberg im Spielzeugmuseum Nürnberg

Karin Falkenberg Pellengahr Freifrau von Freusberg-Steinhorst (geb. 1969 in Nürnberg) ist eine deutsche Medien- und Wirtschaftshistorikerin. Sie leitet seit 2014 das Spielzeugmuseum Nürnberg.

## Leben und Wissenschaft
Karin Falkenberg, Tochter des Autors und Unternehmers Hans Falkenberg, wuchs in Nürnberg, Fürth und in Österreich auf. Nach einem Gastschuljahr in den USA mit Stipendium des Deutschen Bundestags und des US-Congress und Abitur am Dürer-Gymnasium Nürnberg sowie einer kaufmännischen Ausbildung bei den Nürnberger Nachrichten arbeitete sie in Caen, Frankreich, in Nürnbergs Partnerstadt San Carlos, Nicaragua und in New York. Ab 1994 studierte sie an der Universität Marburg, der Universität Wien und der Universität München die Fächer Wirtschafts- und Sozialgeschichte, Medienwissenschaften und Europäische Ethnologie.
Bereits während der Ausbildung arbeitete Karin Falkenberg als Journalistin im Sender Radio Z in Nürnberg. Nach Studienabschluss wurde sie Hospitantin und anschließend Freie Mitarbeiterin in den Hörfunkredaktionen Kultur und Bayern des Bayerischen Rundfunks in München, ab 1999 Lektorin im Sutton Verlag in Erfurt und wissenschaftliche Mitarbeiterin am Kriminologischen Forschungsinstitut Niedersachsen sowie an der Technologietransferstelle der Universität Würzburg und der Universität Bamberg. 2004 wurde sie parallel zu ihrer Berufstätigkeit über Rundfunkrezeption zwischen 1933 und 1950 an der Universität Halle zur Dr. phil. promoviert. Von 2007 bis 2012 war sie neben ihrer Tätigkeit als Museumsleiterin wissenschaftliche Mitarbeiterin und Lehrbeauftragte für Mediengeschichte an der Hacettepe-Universität in Ankara; ab 2012 war sie Lehrbeauftragte für Museologie an der Kadir Has Universität in Istanbul. 2013 wurde sie mit einer Forschungsschrift zum Thema „Museum und Emotion“ habilitiert. Seit 2017 ist sie Honorarprofessorin für Museumswissenschaften an der Kadir Has Universität in Istanbul. Seit 2020 ist sie ferner wissenschaftliche Direktorin des Instituts für Ludologie an der privaten SRH Berlin University of Applied Sciences in Berlin. Seit 2023 ist sie Vorstandsvorsitzende der im Aufbau befindlichen Stiftung Spielen. 
Im März 2025 wurde bekannt, dass sie ab Oktober des Jahres die Leitung des Fränkischen Freilandmuseums Bad Windsheim als Nachfolgerin von Herbert May übernehmen soll.

## Museumstheorie und Museumswissenschaften
Ihre erste auf Quellenbasis recherchierte, öffentliche Ausstellung erarbeitete Karin Falkenberg im Alter von 14 Jahren zum Thema "Matrosenanzüge als Kinderkleidung des 19. und 20. Jahrhunderts". 1994 war sie im Schokoladenmuseum Köln tätig und wirkte an der Weiterentwicklung des Ausstellungskonzeptes mit, 1996/97 arbeitete sie am Projekt "Großstadtmenschen. Die Welt der Angestellten" im Münchner Stadtmuseum. Ab 2006 bis 2014 war Falkenberg stellvertretende Museumsleiterin im Rundfunkmuseum Fürth. Sie baute die Hörspielreihen für Kinder und Jugendliche auf und initiierte Spezial- und Abendführungen als besucherstarke Alleinstellungsmerkmale des Hauses. Unter ihrer redaktionellen Leitung erschienen 25 Ausgaben der wissenschaftlichen und museumspraktischen Zeitschrift Rundfunk und Museum, herausgegeben durch den Förderverein Rundfunkmuseum Fürth.
2014 wechselte sie als Nachfolgerin von Lydia Bayer und Helmut Schwarz zum Spielzeugmuseum in Nürnberg als neue Leiterin des Hauses in der Karlstraße 13–19. Sie positioniert das Haus neu durch partizipative Projekte, diversitätssensibles und anti-rassistisches Kuratieren, Inklusion und Demokratiestärkung. Falkenberg erarbeitete dafür die bundesweit erste schriftliche Nachhaltigkeitsstrategie sowie die weltweit erste Gemeinwohlbilanzierung eines Museums. Das Spielzeugmuseum wurde dafür mehrfach ausgezeichnet.
Falkenbergs Gesamtkonzept MENSCH, SPIEL! basiert auf anthropologischen Konstanten und strukturiert das Weltthema Spielzeug als Menschheitsthema. Das Museum zeigt mit historischem und aktuellem Spielzeug die globale Kraft des Spielens.
Gemeinsam mit Tom Werneck und Jens Junge erarbeitete sie den Antrag auf Anerkennung der Deutschen Brettspielkultur als UNESCO-Weltkulturerbe. 2019/2021 wurden das Spielzeugmuseum, das Deutsche Spielearchiv Nürnberg und das Bayerische Spielearchiv München-Haar als Best Practise Orte ausgezeichnet, 2024 kam die Deutsche Brettspielkultur auf Basis der gemeinsamen Vorarbeiten und Texte auf die UNESCO-Landesliste in Thüringen. Im April 2025 wurde bekannt, dass der Antrag auf Bundesebene von der UNESCO anerkannt worden ist.
Seit 2020 ist Karin Falkenberg nebenberuflich wissenschaftliche Direktorin des Instituts für Ludologie in Berlin und forscht, veröffentlicht und referiert zu spielwissenschaftlichen Themen wie Spiel als Methodik der Menschwerdung, Spielen als Dialog mit der Welt oder Spielzeug und Rassismus. Sie generiert und realisiert mit ihrem Team Ausstellungen und Forschungsprojekte, entwickelt neue Ausstellungsformate wie -orte und hält als Expertin deutschlandweit Vorträge zu Spielforschung und Museologie.

## Weitere Tätigkeiten (Auswahl)
- Wissenschaftliche Beirätin des Deutschen Verbands der Spielwarenindustrie Nürnberg (DVSI)[24]
- Ehrenamtliche Prüferin der Industrie- und Handelskammer Nürnberg (IHK)
- Patin für Schule ohne Rassismus – Schule mit Courage am Maria-Ward-Gymnasium Nürnberg[25]
- Vertrauensdozentin an der Friedrich-Alexander-Universität Erlangen-Nürnberg

## Veröffentlichungen (Auswahl)
- Rock'n'Roll im Reifrock. Erlebnisse einer Austauschschülerin. 1. Auflage Nürnberg 1987, 2. Auflage München 1997, ISBN 3-927332-11-9.
- Radiohören. Zu einer Bewusstseinsgeschichte 1933 bis 1950. Mit einem Vorwort von Reinhold Viehoff. Nürnberg 2005, ISBN 3-927332-07-0 (==Dissertation Universität Halle-Wittenberg 2004),
- Notspielzeug. Die Phantasie der Nachkriegszeit (= Schriftenreihe der Museen der Stadt Nürnberg, Bd. 10), Petersberg 2015, ISBN 978-3-7319-0267-6.
- Das Spielzeugmuseum auf dem Weg zu Nürnbergs Emotionalem Weltmuseum. Nachhaltigkeitsstrategie - Leitbild - Konzept. Mit einem Vorwort von Marcus König. Nürnberg 2021.
- ALTE LIEBE. Kaugummiautomaten und ihre Spielzeugschätze (= Schriftenreihe der Museen der Stadt Nürnberg, Bd. 25), Petersberg 2022. ISBN 978-3-7319-1276-7
- MENSCH, SPIEL! Nachhaltigkeit für alle. Mit Spielzeug die Herausforderungen unseres Lebens begreifen und gestalten. Pitch Deck zum attraktiv-fröhlichen Nachhaltigkeitsprojekt in der Spielzeugstadt Nürnberg. Dollerup 2022. ISBN 978-3-940989-51-2